# 유아어
유아어(幼兒語)는 유아와 대화할 때 이해하기 쉽도록 사용하는 언어이다. 유아어는 보통 영·유아기 때 사용하며 아동기에 접어든 이후부터는 사용을 줄이는 편이다. 유아어를 적절한 시기에 사용하는 것은 좋으나, 고급 어휘 습득에 어려움을 느끼게 만들기도 한다.

## 나라별 유아어

### 한국[3]
- 고까 : 옷이나 신발 따위
- 고추[4]:음경
- 까꿍 : 어린 아이를 귀여워하며 어를 때 내는 소리이다.
- 똥꼬 : 항문
- 멍멍이 : 개, 강아지
- 야옹이 : 고양이
- 맘마 : 분유, 밥, 이유식
- 맴매, 때찌 : 체벌
- 찌찌[5] : 젖꼭지, 가슴
- 까까 : 과자
- 쉬 : 배뇨, 소변
- 응가, 응아 : 배변, 대변
- 지지 : 더럽다
- 빠빠 : 안녕, 잘가, 헤어질때 인사
- 삐약이 : 병아리
- 암 : 물
- 뽀뽀 : 입맞춤, 키스
- 꼬꼬 : 닭
- 꽥꽥이 : 오리
- 깡충이 : 토끼
- 음메 : 송아지(소)
- 네모:사각형
- 세모:삼각형
- 동그라미:원(기하학)
- 부릉이:자동차
- 고기:쿠키
- 칙칙폭폭:기차
- 찍찍이:쥐
- 신데렐라차:마차
- 엄마:어머니
- 아빠:아버지
- 치카치카:양치질
- 냠냠, 냠냠이:음식

### 일본
- 찌찌 :젖꼭지, 가슴

### 미국
- boo boo : 찰과상
- poo poo : 대변
- pee pee : 소변
- ta : thank you (감사합니다)
- goo goo ga ga (행복하다)

### 스페인어권
- caca : 대변

### 불어권
- caca : 대변

## 같이 보기
- 옹알이
- 발달심리학
- 엄마와 아빠